# زوران فويوفيتش
زوران فويوفيتش مواليد 26 أغسطس 1958 في سراييفو، جمهورية يوغوسلافيا الاشتراكية الاتحادية، هو لاعب كرة قدم بوسني دولي سابق كان يلعب كمدافع. اعتزل اللعب عام 1993. سبق له أن لعب في كأس العالم لكرة القدم مع منتخب بلاده. بدأ مسيرته الرياضية عام 1976. لعب خلال مسيرته 371 مباراة سجل خلالها 41 هدفاً.

## المسيرة الاحترافية

### أندية لعب لها
- هايدوك سبليت
- نادي بوردو
- نادي كان
- النجم الأحمر بلغراد
- نادي نيس

## روابط خارجية
- زوران فويوفيتش على موقع الاتحاد الدولي (مؤرشف)  (الإنجليزية)
- زوران فويوفيتش على موقع قاعدة بيانات كرة القدم.إي يو (الإنجليزية)
- زوران فويوفيتش على موقع ناشيونال فوتبول تيمز (الإنجليزية)
- زوران فويوفيتش على موقع Soccerway.com (الإنجليزية)
- زوران فويوفيتش على موقع عالم كرة القدم.نت (الإنجليزية)
- زوران فويوفيتش على موقع اللجنة الأولمبية الدولية (الإنجليزية)
- زوران فويوفيتش على موقع أوليمبيديا (الإنجليزية)